# Корте (Падова)
Корте (итал. Corte) је насеље у Италији у округу Падова, региону Венето.
Према процени из 2011. у насељу је живело 1119 становника. Насеље се налази на надморској висини од 1 м.